# Metamatemática
A metamatemática é um conceito formulado por Jacques Herbrand em 1930 e expandido por Tarski e Gödel. Cuida do esclarecimento rigoroso, através de recurso à própria matemática, de conceitos como o de axioma, regra de inferência e demonstração formal ou dedução, de completude e de interpolação.